# Troglohyphantes jamatus
Troglohyphantes jamatus là một loài nhện trong họ Linyphiidae.
Loài này thuộc chi Troglohyphantes. Troglohyphantes jamatus được Carl Friedrich Roewer miêu tả năm 1931.